# Alyam, Alyam
Pour plus de détails, voir Fiche technique et Distribution.
Alyam, Alyam (اليـام اليـام) est un film marocain réalisé par Ahmed El Maânouni, sorti en 1978.

## Synopsis
Le jeune Abdelwahad est amené à jouer le rôle de chef de famille depuis la mort de son père. Sa présence est capitale pour la cellule familiale, d’autant que le jeune homme a sept frères qu’il faut nourrir. Sa mère, Hlima, femme d’une force et d’un caractère exemplaires, assume elle aussi sa place. Elle dissuade Abdelwahad lorsque celui-ci fait part de son désir de partir travailler en France. Il ne supporte plus la vie des jeunes de son âge en milieu rural. Il refuse sa misère et son manque d’avenir, et commence les démarches nécessaires à l’obtention d’un permis de travail en France.

## Fiche technique
- Titre original : Alyam, Alyam (اليام اليام)
- Titre français : Ô les jours
- Réalisation, scénario : Ahmed El Maânouni
- Production : Ahmed El Maânouni
- Société de production : Rabii Films Productions
- Son: Ricardo Castro
- Montage : Martine Chicot
- Musique : Nass El Ghiwane
- Pays de production :  Maroc
- Langue : arabe marocain
- Durée : 80 minutes
- Format : couleur - 35 mm
- Genre : drame
- Date de sortie :
  - Maroc : 1978

## Distinctions
- Nommé dans la section « Un certain regard » du Festival de Cannes 1978[1] ; c'était la première fois qu'un film marocain était sélectionné dans le cadre du Festival de Cannes[2].
- Festival international du film de Mannheim-Heidelberg 1978 : grand prix[3].
- Prix internationaux à Carthage, Ouagadougou, Taormina, Namur, Locarno, Damas, Bombay, Sydney, Londres, Los Angeles, Chicago.